# Зарудье (Винницкая область)
Зарудье (укр. Заруддя) — село на Украине, находится в Оратовском районе Винницкой области.
Код КОАТУУ — 0523181701. Население по переписи 2001 года составляет 684 человека. Почтовый индекс — 22643. Телефонный код — 4330.
Занимает площадь 2,631 км².

## Адрес местного совета
22643, Винницкая область, Оратовский р-н, с. Зарудье, ул. Центральная, 1